# Birgite dos Santos
Brigite da Conceição Francisco dos Santos (5 de outubro de 1989; Luanda) é uma modelo angolana e titular do concurso de beleza que representou Angola durante o Miss Mundo 2008 — evento na África do Sul. Ela ficou entre as cinco finalistas e recebeu o título de Miss Mundo África Continental Rainha da Beleza.